# Valentín Canalizo

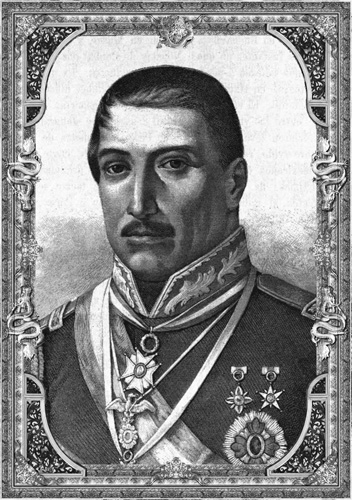
José Valentín Canalizo

Generaal José Valentín Raimundo Canalizo Bocadillo (Monterrey, 14 januari 1794 - Mexico, 20 februari 1850) was een Mexicaans politicus en militair. Van 1843 tot 1844 was hij president van Mexico.
Canalizo stond aan de kant van de conservatieven en had meegevochten in de Mexicaanse Onafhankelijkheidsoorlog aan de zijde van Agustín de Iturbide.
Hij werd door Antonio López de Santa Anna op 1 februari 1844 tot president aangewezen, en was feitelijk slechts een marionet. Op 4 juni 1844 trad hij af ten gunste van Santa Anna, maar op 7 september werd hij door de senaat weer tot president benoemd. Nadat er op 29 november 1844 een wet werd aangenomen die de macht van het congres ernstig beknotte brak er een opstand uit onder de bevolking. Canalizo ontbond daarop het congres geheel, en gaf opdracht het te beschieten, wat niet uitgevoerd werd. De opstandelingen wonnen de revolutie. Canalizo en Santa Anna werden gedwongen het land te verlaten.